# Regieassistent
Der Regieassistent oder die Regieassistentin (Assistant director) unterstützt bei Theater-, Film-, Hörfunk- und Fernsehproduktionen die Arbeit der Regie und zählt zu den wichtigsten Mitarbeitern des Regisseurs bzw. der Regisseurin.

## Berufsbild

### Am Theater
Regieassistenten arbeiten eng mit der Regie einer Produktion zusammen, die für die künstlerische Leitung einer Inszenierung verantwortlich ist. Zu den Hauptaufgaben der Regieassistenz gehört
die Interaktion mit allen Darstellern und übrigen Mitarbeitern an einer Produktion, stets nach Anweisung und Leitung des Regisseurs der Produktion.
Unter die Verantwortung der Regieassistenz fallen des Weiteren organisatorische Aufgaben. Hierzu zählt unter anderem das Aufstellen von Probenplänen, die sie unter Berücksichtigung von Wünschen und Vorgaben der Regie sowie den Erfordernissen der Produktion und Möglichkeiten des Theaters zu erstellen hat. Die Betreuung aller Proben zählt ebenfalls zu den Aufgabe der Regieassistenz. Dazu wird ein sogenanntes Regiebuch geführt, in dem in jeder Phase der Proben die wichtigsten, dramaturgisch bedeutsamen Aktionen der Schauspieler und alle Vorgänge auf der Bühne notiert werden. Im Theater sind Regieassistenten nach der Premiere oft auch für Umbesetzungen und Wiederaufnahmen von Inszenierungen verantwortlich. Häufig obliegt ihnen die künstlerische Überwachung der folgenden Aufführungen (Abendspielleitung).
In Tanztheater und Ballett übernimmt der Ballettmeister ähnliche Aufgaben wie der Regieassistent für Sprechtheater und Oper.

### Beim Film
Regieassistenten arbeiten bei der Vorbereitung einer Produktion eng mit der Regie zusammen und haben am Filmset Einfluss auf die künstlerische und technische Umsetzung eines Filmprojektes.
Sie ermitteln anhand des Drehbuches die Dauer der einzelnen Szenen und den Zeitraum, die voraussichtlich benötigt wird, um sie zu drehen (man sagt auch das Drehbuch „vorstoppen“). Über diese Arbeit erhalten auch Regisseure einen ersten Anhaltspunkt darüber, wie detailreich einzelne Szenen künstlerisch aufgelöst werden können, ohne dabei den Gesamtzeitplan der Produktion zu gefährden.
Zu jeder Szene – basierend auf Drehbuchauszügen – erstellt die Regieassistenz eine Übersicht, die aufzeigt, welche an der Produktion beteiligten Personen (einschließlich Schauspieler, Komparsen, Techniker etc.) an bestimmten Drehtagen anwesend sein müssen. Diese Angaben dienen der Erstellung des Drehplanes (Film) und der Disposition.
Vor Beginn der Dreharbeiten sollten Regieassistenten sich zudem einen Überblick über das Angebot an Darstellern für Neben- und Kleinstrollen verschaffen, da die Besetzung dieser Rollen oft zu ihrem Aufgabenbereich gehört.
Während der Dreharbeiten sorgen Regieassistenten zusammen mit der Aufnahmeleitung für die Einhaltung des Drehplans, indem er den anderen mitwirkenden Abteilungen ihre Einsätze für einzelne Szenen im Voraus ansagt und deren jeweiligen Vorbereitungsstand überprüft. Es unterliegt auch der Verantwortung von Regieassistenten, die für eine Szene gebrauchten Schauspieler am Drehort bereitzuhalten.
Von 1934 bis 1938 wurde der Oscar in der Kategorie Beste Regieassistenz vergeben.

## Ausbildung
Ein Berufseinstieg erfolgt durch Volontariate, Regiepraktika oder durch Tätigkeiten in der Continuity sowie in vergleichbaren Arbeitsfeldern. Es existieren inzwischen auch Aus- oder Weiterbildungsangebote von Filmhochschulen, die einen Einstieg in die Regieassistenz bieten können.
Das Berufsbild der Regieassistenz ist von der Deutschen IHK anerkannt und wird als diplomierte Weiterbildungsmaßnahme von ihr und der Agentur für Arbeit angeboten und gefördert. Der Aufgabenbereich kann je nach Art und Umfang der jeweiligen Produktion stark variieren.
Regieassistenz ist ein eigenständiger Beruf. Sie kann für den ein oder anderen aber auch ein Sprungbrett ins Regiefach sein. Es gibt einige Regisseure, wie beispielsweise Sergio Leone, die ihre Karriere als Regieassistenten begonnen haben.